# John Dransfield
John Dransfield (* 18. April 1945 in Liverpool, Merseyside, England) ist ein britischer Botaniker. Er gilt als führender Experte für die Familie der Palmengewächse (Arecaceae). Sein botanisches Autorenkürzel lautet „J.Dransf.“.

## Leben
Dransfield absolvierte sowohl sein Grundstudium als auch sein Doktoratsstudium an der University of Cambridge. 1967 erwarb er den Bachelor of Arts und 1970 den Master of Arts. Im selben Jahr wurde er mit der Dissertation Studies in the Malayan palms Eugeissona and Johannesteijsmannia zum Ph.D. promoviert. Von 1976 bis 1980 war Dransfield Ratsmitglied der Botanical Society of the British Isles. Von 1979 bis zu seiner Pensionierung im Jahr 2005 war er Forschungsleiter in den Kew Gardens. Von 1984 bis 1989 war er im Ausschuss für südostasiatische Regenwaldforschung der Royal Society. Von 1984 bis 2001 war er in den Redaktionsausschüssen der Zeitschriften Flora of Thailand und Kew Bulletin. 
Dransfield ist gegenwärtig ehrenamtlicher Wissenschaftler und genießt in der wissenschaftlichen Gemeinschaft ein hohes Renommee. Seine Forschung konzentriert sich auf die Evolution und Vielfalt der Palmengewächse, wobei er sich mit den phylogenetischen Beziehungen von Palmen auf allen taxonomischen Ebenen unter Verwendung einer Reihe von Datenquellen befasst. Er erforscht die Natur und die Ursprünge der globalen Muster der Palmenvielfalt. Seine vegetationskundlichen Interessen liegen in der Alten Welt, insbesondere in Südostasien und Madagaskar. 
1987 erschien die Monographie Genera Palmarum: a classification of palms based on the work of Harold E. Moore, Jr., in der Dransfield die Gattungsabgrenzung und die Verwandtschaftsbeziehungen bei Palmen bewertet. Von diesem Werk, an dem unter anderen die Botanikerin Natalie W. Uhl beteiligt war, gab es 2008 und 2014 erweiterte Auflagen. 1995 veröffentlichte er in Zusammenarbeit mit Henk Beentje das Werk Palms of Madagascar. Dieses Buch umfasst die Erstbeschreibungen mehrerer neuer Arten und enthält wichtige Änderungen an generischen Kombinationen, insbesondere innerhalb der Subtribus Dypsidinae, die auf der Grundlage von Feldstudien und genetischen Analysen vollständig überarbeitet wurde. Der Gattung Dypsis wurden infolge dieser Arbeiten die ehemaligen Gattungen Chrysalidocarpus, Phloga, Neodypsis, Vonitra als Synonyme hinzugefügt. Im Jahr 2006 veröffentlichte er in Zusammenarbeit mit William Baker die Monographie Field Guide to the Palms of New Guinea, von der sowohl eine englische als auch indonesische Sprachversion existiert.
Von 2001 bis 2004 nahm er am UK Darwin Initiative Papuan Plant Diversity Project über die Biodiversität in Papua-Neuguinea teil. Er sammelte auch Pflanzen auf Madagaskar (Masoala, Maroantsetra, Analamazaotra, Ambila-Lemaitso, Tsiroanomandidy, Nosy Mangabe, Marojejy, Moramanga und Mananara Avatra), den Philippinen, in Indonesien, Malaysia (ab 1967), Brunei und Sabah.
Dransfield ist im Vorstand der International Palm Society und er war stellvertretender Herausgeber des Gesellschaftsjournals Principes, das 1999 in Palms umbenannt wurde. Er ist wissenschaftlicher Mitarbeiter am National Tropical Botanical Garden in Kauaʻi und am Fairchild Tropical Botanical Garden sowie Ehrenmitglied am Montgomery Botanical Center.
Im September 1977 heiratete Dransfeld in Malaysia die britisch-indonesische Botanikerin und Bambusspezialistin Soejatmi Soenarko.

## Dedikationsnamen und Ehrungen
Nach John Dransfield ist die in Neuguinea endemische Palmengattung Dransfieldia sowie die Palmenarten Dypsis dransfieldii und Adonidia dransfieldii benannt. 2004 wurde er mit der Linné-Medaille ausgezeichnet.

## Schriften (Auswahl)
- John Dransfield, Natalie W. Uhl, Connie B. Asmussen. William J. Baker, Madeline M. Harley, Carl E. Lewis: Genera Palmarum: the evolution and classification of palms. Kew Publishing, Richmond, Surrey, UK 2014, ISBN 978-1-84246-182-2.
- John Dransfield, Henk Beentje, Adam Britt, Tianjanahary Ranarivelo, Jeremie Razafitsalama: Field Guide to the Palms of Madagascar. Kew Publishing, Richmond, Surrey, UK 2006, ISBN 978-1-84246-157-0.
- William J. Baker. John Dransfield: Field guide to the palms of New Guinea. Kew Publishing, Richmond, Surrey, UK 2006, ISBN 1-84246-138-9.
- Rafaël Govaerts, John Dransfield: World Checklist of Palms. Kew Publishing, Richmond, Surrey, UK 2005, ISBN 1-84246-084-6.
- John Dransfield, Florentino O. Tesoro, N. Manokaran: Rattan: current research issues and prospects for conservation and sustainable development: based on the outcome of the FAO Expert Consultation on Rattan Development held at FAO, Rome, Italy, 2000. Food and Agriculture Organization of the United Nations, 2002, ISBN 92-5104691-3.
- Tom D. Evans, Khamphone Sengdala, Banxa Thammavong, Oulathong V. Viengkham, John Dransfield: A Synopsis of the Rattans (Arecaceae: Calamoideae) of Laos and Neighbouring Parts of Indochina. In: Kew Bulletin. Band 57, Nr. 1, 2002, ISSN 0075-5974, S. 1–84, doi:10.2307/4110822.